# Piłka nożna w Brazylii
Piłka nożna jest najpopularniejszym sportem w Brazylii, jest też ważną częścią tożsamości narodowej tego kraju, jak również jednym z jego najbardziej rozpoznawalnych symboli. Reprezentacja Brazylii w piłce nożnej mężczyzn pięć razy zdobyli tytuł mistrza świata w piłce nożnej: w 1958, 1962, 1970, 1994 i 2002; jest ona również jednym z dwóch zespołów (obok Niemiec) który nigdy nie przepadł w kwalifikacjach do mistrzostw świata i jedynym który wziął udział we wszystkich turniejach, począwszy od pierwszych mistrzostw świata w piłce nożnej rozgrywanych w lipcu 1930 roku w Urugwaju (wobec dwukrotnego nieprzystąpienia do eliminacji niemieckiej drużyny), z czego dwukrotnie (w 1950 i 2014) Brazylia była gospodarzem mistrzostw świata w piłce nożnej. Od tego czasu reprezentacja Brazylii utrzymuje wyrównany, bardzo wysoki poziom gry, w związku z czym zawsze była (i jest w dalszym ciągu) zaliczana przez ekspertów do grona faworytów do zdobycia tytułu mistrzowskiego. Po tym jak w 1970 roku Brazylijczycy po raz trzeci wywalczyli tytuł mistrza świata, zgodnie z regulaminem Złota Nike przeszła na własność Brazylijskiej Federacji Piłki Nożnej. Warto jednak zauważyć, że 365 dni przed rozpoczęciem Mistrzostw Świata w Piłce Nożnej 2014 Reprezentacja Brazylii w piłce nożnej mężczyzn zajmowała w Rankingu FIFA 22. miejsce – najniższe w historii. Rok później, tuż przed rozpoczęciem mistrzostw świata w piłce nożnej w 2014 roku, awansowała jednak na trzecie miejsce w tym rankingu.

## Pelé

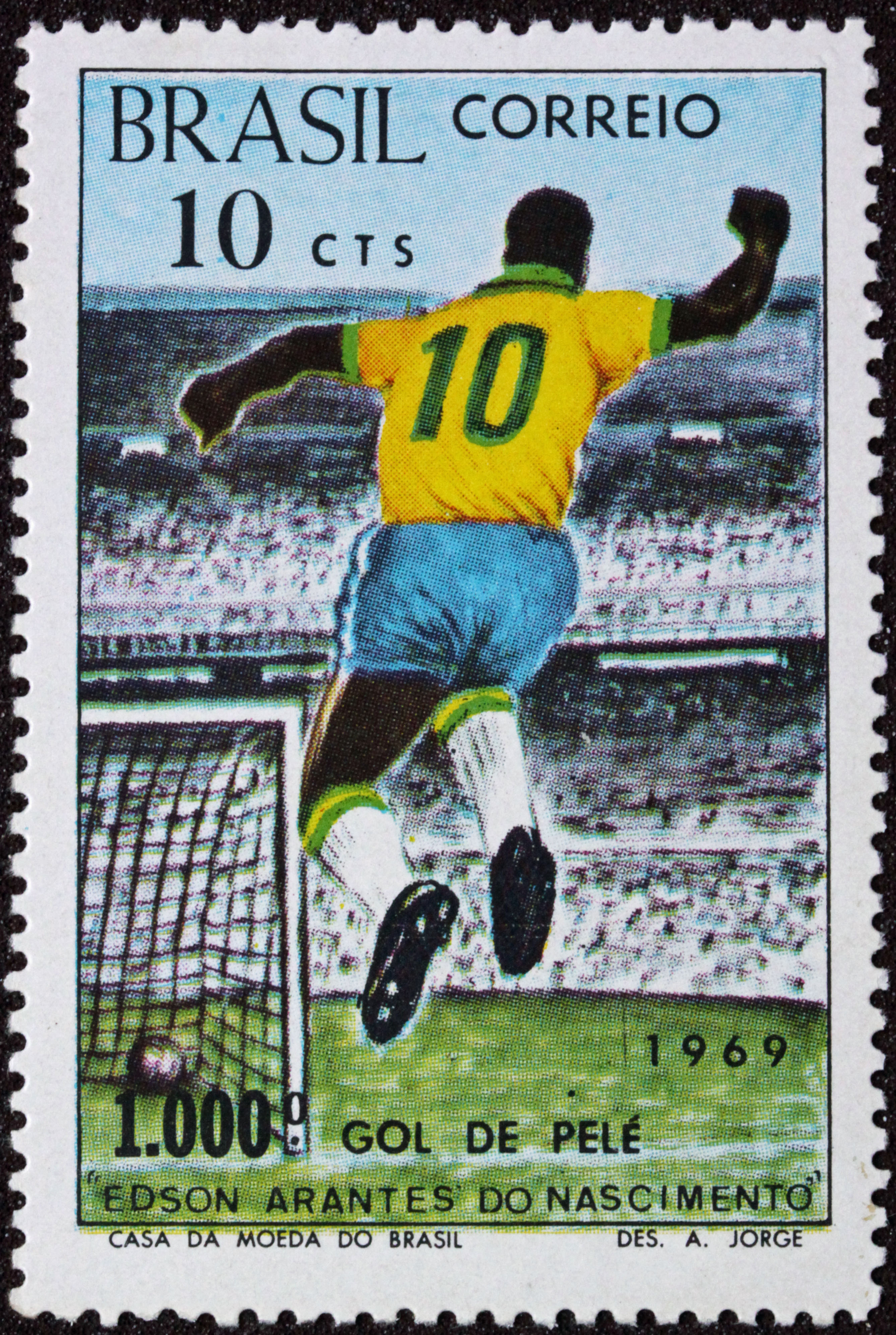
Brazylijski znaczek pocztowy z 1969 roku, upamiętniający zdobycie przez Pelégo 1000 goli.

Najbardziej znany brazylijski piłkarz – Pelé (właśc. Edson Arantes do Nascimento) – przez wielu ekspertów piłkarskich jest uznawany za najwybitniejszego piłkarza w historii. Pelé jest również najlepszym strzelcem w historii brazylijskiej piłki nożnej. Zdobył dla reprezentacji narodowej tego państwa 77 goli w 92 oficjalnych występach, co czyni go najlepszym strzelcem reprezentacji Brazylii w piłce nożnej. Ponadto zdobył on 18 goli w 21 nieoficjalnych spotkaniach rozegranych przez reprezentację Brazylii, w związku z czym można uznać, iż wystąpił w 113 meczach reprezentacyjnych, strzelając w nich 95 bramek. Ma na swoim koncie również 12 goli oraz 10 asyst w 14 występach podczas mistrzostw świata, w tym 4 gole i 7 asyst w 1970 roku. Pelé oraz Uwe Seeler są jedynymi graczami w historii piłki nożnej, którzy wystąpili na czterech mundialach. Co najważniejsze Pelé aż trzykrotnie zdobył z reprezentacją Brazylii w piłce nożnej tytuł mistrza świata (w 1958, 1962 i 1970), będąc jedynym piłkarzem w historii, który to osiągnął. W 1999 roku w głosowaniu dziennikarzy i byłych piłkarzy, zorganizowanym przez Międzynarodową Federację Historyków i Statystyków Futbolu, okrzyknięto go najlepszym piłkarzem XX wieku (FIFA Player of the Century). Pelé otrzymał 1705 głosów, wyprzedzając m.in. Johana Cruijffa (1303 głosy), Franza Beckenbauera (1228), Alfredo Di Stéfano (1215) i Diego Armando Maradonę (1214).

## Reprezentacja Brazylii w piłce nożnej

### Reprezentacja Brazylii w piłce nożnej (mężczyźni)
Wszyscy gracze występujący w reprezentacji Brazylii w piłce nożnej od lat zaliczani są do światowej czołówki. W tym miejscu można wymienić takich piłkarzy jak: Garrincha, Cafu, Roberto Carlos, Romário, Rivaldo, Ronaldo, Ronaldinho, Kaká. 

#### Reprezentacja Brazylii w piłce nożnej na mistrzostwach świata

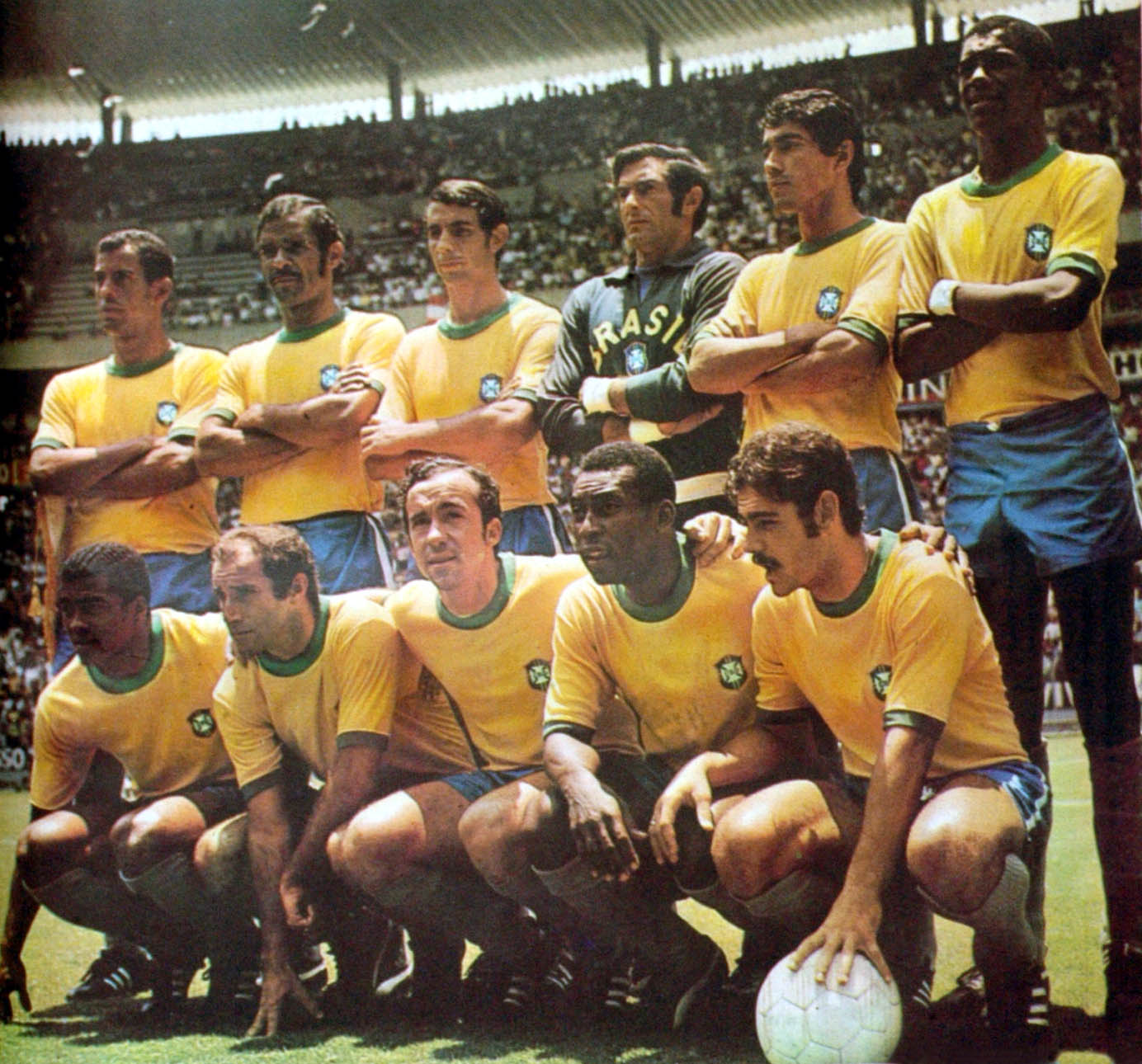
Zdjęcie reprezentacji piłkarskiej Brazylii w piłce nożnej przed meczem z Peru (4:2) podczas Mistrzostw Świata w Piłce Nożnej w 1970 roku. Od lewej do prawej: Carlos Alberto Torres, Brito, Piazza, Félix, Clodoaldo i Everaldo; Jairzinho, Gérson, Tostão, Pelé i Rivelino. Ci sami piłkarze wystąpili w meczu finałowym, w którym 21 czerwca pokonali piłkarską reprezentację Włoch (4:1).

O bardzo wysokiej randze reprezentacji Brazylii w piłce nożnej świadczy jej dorobek na mistrzostwach świata: 9 medali, w tym pięć tytułów mistrzowskich, które zdobyła. Jest rekordzistką pod względem liczby złotych medali na mistrzostwach świata, a jeśli chodzi o medale ogółem ustępuje tylko Niemcom.
Wyniki reprezentacji Brazylii w piłce nożnej na mistrzostwach świata:
- 1930 – pierwsza runda
- 1934 – pierwsza runda
- 1938 – III miejsce
- 1950 – gospodarz, II miejsce
- 1954 – ćwierćfinał
- 1958 – tytuł mistrzowski
- 1962 – tytuł mistrzowski
- 1966 – pierwsza runda
- 1970 – tytuł mistrzowski
- 1974 – IV miejsce
- 1978 – III miejsce
- 1982 – druga runda
- 1986 – ćwierćfinał
- 1990 – 1/8 finału
- 1994 – tytuł mistrzowski
- 1998 – II miejsce
- 2002 – tytuł mistrzowski
- 2006 – ćwierćfinał
- 2010 – ćwierćfinał
- 2014 – gospodarz, IV miejsce
- 2018 – ćwierćfinał
- 2022 – ćwierćfinał

### Reprezentacja Brazylii w piłce nożnej (kobiety)
Legendarną, występującą jeszcze żeńską gwiazdą piłki nożnej jest Marta Vieira da Silva (ur. 1986), znana jako Marta – jedna z najlepszych piłkarek w historii, nazywana „Pelé w spódnicy” (z porównaniem tym zgodził się sam Pelé). Marta jest, obok Niemki Birgit Prinz, zdobywczynią największej liczby goli na mistrzostwach świata kobiet (obie zawodniczki podczas swoich występów na mistrzostwach świata zdobyły łącznie 14 goli). Zdobyła 3 gole podczas Mistrzostw Świata w Piłce Nożnej Kobiet 2003 w Stanach Zjednoczonych, 7 goli na Mistrzostwach Świata w Piłce Nożnej Kobiet 2007 w Chinach oraz 4 gole na Mistrzostwach Świata w Piłce Nożnej Kobiet 2011 w Niemczech.